# ویلیام الکساندر بومونت اندرسون
ویلیام الکساندر بومونت اندرسون (انگلیسی: William Anderson؛ ۷ مه ۱۹۱۵ – ۱۷ فوریهٔ ۲۰۰۰) فرد نظامی اهل کانادا بود. وی همچنین برندهٔ جوایزی همچون نشان امپراتوری بریتانیا شده‌است.